# Rogów (gmina w guberni lubelskiej)
Rogów (do 1874 Zastów) – dawna gmina wiejska na Lubelszczyźnie. Siedzibą władz gminy był Rogów.
Gmina Rogów powstała w 1874 roku w związku z przemianowaniem gminy Zastów. Następnie jednostka była jedną z 19 gmin wiejskich powiatu nowoaleksandryjskiego (puławskiego) guberni lubelskiej. Jednostka należała do sądu gminnego okręgu IV w Polanówce. W jej skład wchodziły wsie Dąbrówka-Folwark, Dobre, Męćmierz, Podgórz, Polanówka, Rogów, Uściąż, Wólka, Zagajdzie, Zastów Polanowski i Zastów Karczmiski. 
Gminę zniesiono przed I wojną światową, włączając jej obszar do gminy Szczekarków.